# Przemysław Adamczewski
Przemysław Adam Adamczewski (ur. 1981) – polski politolog i historyk, doktor habilitowany nauk społecznych, profesor w Instytucie Studiów Politycznych Polskiej Akademii Nauk (ISP PAN). Specjalista w zakresie historii i polityki Kaukazu. 

## Kariera naukowa
W 2005 r. ukończył studia magisterskie na kierunku stosunki międzynarodowe na Wydziale Historycznym Uniwersytetu im. Adama Mickiewicza. Następnie odbył na tym samym wydziale studia doktoranckie, zakończone uzyskaniem w dniu 15 listopada 2010 r. stopnia doktora nauk humanistycznych w zakresie historii na podst. pracy Problem karabachski w polityce Azerbejdżanu po 1991 roku, której promotorem był Andrzej Furier. 
W latach 2011-2013 pracował w Wyższej Szkole Humanistyczno-Ekonomicznej w Sieradzu, gdzie był adiunktem, prorektorem, w końcu rektorem. Od 2013 do 2015 przebywał w Gruzji, gdzie był adiunktem w Instytucie Historii i Etnologii w Tbilisi. W 2016 r. przez pół roku wykładał na Dalekowschodnim Uniwersytecie Federalnym we Władywostoku. W październiku 2016 dołączył do kadry ISP PAN, gdzie należy do zespołu Zakładu Badań nad Pamięcią i Historią Europy Wschodniej. W dniu 30 października 2020 r. uzyskał w ISP PAN stopień doktora habilitowanego nauk społecznych w dyscyplinie nauk o polityce i administracji na podst. dorobku naukowego i rozprawy Polski mit etnopolityczny i Kaukaz. 
Jest członkiem Polskiego Towarzystwa Ludoznawczego. 